# Ottenschlag im Mühlkreis
Ottenschlag im Mühlkreis település Ausztriában, Felső-Ausztria tartományban, az Urfahrkörnyéki járásban. Tengerszint feletti magassága 806 méter, területe 13,18 km².

## Elhelyezkedése
Ottenschlag im Mühlkreis Schenkenfelden, Hirschbach im Mühlkreis, Neumarkt im Mühlkreis, Alberndorf in der Riedmark, Haibach im Mühlkreis és Reichenau im Mühlkreis településekkel határos.

## Népesség
| 2016 | 525 |
| 2018 | 539 |